# Żaneta Glanc
Żaneta Glanc (* 11. März 1983 in Poznań) ist eine polnische Diskuswerferin.
Żaneta Glanc startet für den Verein AZS Poznań. Sie verbesserte ihre persönlichen Bestweiten vom Jahr 2007 mit 59,36 m über das Jahr 2008 mit 61,42 m bis hin zum Jahr 2009 auf 63,96 m. Für Polen nahm sie an den Olympischen Sommerspielen 2008 in Peking teil. In der Qualifikation des olympischen Wettbewerbs hatte sie jedoch als einzige der 38 Starterinnen drei Fehlversuche und schied aus. Bei den Leichtathletik-Weltmeisterschaften 2009 in Berlin hatte sie ihren bis dahin größten internationalen Erfolg. Sie wurde Vierte mit einer Weite von 62,66 m. Bei der Sommer-Universiade 2009 in Belgrad gewann sie die Silbermedaille mit einer Weite von 60,57 m. Bei den Leichtathletik-Weltmeisterschaften 2011 in Daegu wiederholte sie ihren Erfolg von Berlin und belegte mit geworfenen 63,91 m erneut Platz vier.
Żaneta Glanc hat bei einer Größe von 1,86 m ein Wettkampfgewicht von 82 kg.